# 중앙일보 미주법인
중앙그룹(구 중앙미디어네트워크그룹)의 중앙일보 미주법인(JMnetUSA)은 1974년 로스앤젤레스에 미주지사를 세우면서 처음 문을 열었고 100% 한국 중앙일보 소유다. 직원은 대부분 현지 채용한 인력이며 일부 관리부서장이나 사장이 한국에서 파견 형식으로 근무하고 있다. 전국 발행 부수는 최전성기의 경우 22만부에 달했다. 미주법인은 미주본사라는 표현을 써오다가 미주법인으로 변경됐다. 2018년 초까지 직영 자회사로 LA, 뉴욕, 워싱턴, 시카고, 애틀랜타와 인터넷 자회사 조인스USA를 운영했다. 미주법인은 LA중앙일보와 한 건물을 쓰면서 인사도 교류하고 있다. 통상적으로 미주중앙일보라고 부르기도 한다. 하지만 2017년 경영 성과를 근거로 산하 직영 자회사중 2018년 4월30일자로 샌프란시스코 중앙일보, 워싱턴중앙일보, 시카고중앙일보를 폐쇄했다. 또한 7월1일자로 뉴욕중앙일보를 프랜차이즈로 전환했다. 2018년 10월 워싱턴중앙일보가 프랜차이즈로 다시 문을 열었다. 2018년9월5일 시카고중앙일보가 프랜차이즈로 다시 문을 열었다.

## 역사
- 1974년 9월 중앙일보 미주 지사로 로스앤젤레스에 개설했다.[1] 이후 법인을 미주법인과 LA중앙일보로 분리했다.
- 2007년 미주본사라는 표현을 써오다 미주법인으로 변경했다. 2019년 11월30일 자회사였던 LA중앙일보와 미주법인이 합쳐서 중앙일보USA(JOONGANGILBO USA, Inc)가 됐다.

- 영어 제호 : 1990년대에는 중앙일보를 코리아 센트럴 데일리(Korea Central Daily)로 불렀다. 2000년대에 들어서면서 코리아 데일리(Korea Daily)로 바꿨다.

- 웹사이트 : 1996년부터 한글 뉴스를 미주 지역 최초로 서비스(www.joongang.co.kr/la/)했다. 이후 2000년 1월 조인스LA(la.joins.com)로 확대 발전하였고 2001년 9월부터 LA중앙일보사 소속으로 뉴미디어국을 만들어 중앙USA닷컴(joongangusa.com)으로 뉴스서비스를 제공하였다.[2] 이후 2006년 8월 도메인 이름을 현재(koreadaily.com)와 같이 변경하였다. 2007년에는 웹사이트 서비스 전문 자회사로 조인스아메리카를 설립했다.(2018년4월1일 폐쇄) 또한 2017년에는 영어뉴스 전문 사이트인 koreadailyUS.com을 런칭하여 서비스하고 있다.(2018년 중단했다가 2022년 재개).

- 역대 사장

| 성명   | 기간            | 비고                        |
| ------ | --------------- | --------------------------- |
| 이영섭 | 1990년 ~ 1998년 | LA중앙일보 사장 겸직        |
| 김건진 | 1999년 ~ 2000년 | LA중앙일보 사장 겸직        |
| 박인택 | 2001년 ~ 2006년 | LA중앙일보 사장 겸직        |
| 박인택 | 2007년 ~ 2008년 | LA중앙일보 봉원표 사장 임명 |
| 김용일 | 2009년 ~ 2010년 | LA중앙일보 사장 겸직        |
| 송필호 | 2010년 ~ 2014년 | 중앙미디어그룹 부회장 겸직  |
| 임광호 | 2015년 ~ 2017년 | LA중앙일보 사장 겸직        |
| 박장희 | 2017년 ~ 2018년 | LA중앙일보 사장 겸직        |
| 남윤호 | 2019년 ~ 2019년 | LA중앙일보 사장 겸직        |
| 남윤호 | 2019년 ~        | 통합법인 사장               |

## 발행 지역
- 로스앤젤레스 : 미주판, 일간 주6일 발행. 1974년창간.
- 뉴욕: 뉴욕판, 일간 주6일 발행. 1975년 창간.
- 시카고: 시카고판, 일간 주6일 발행. 1979년 창간, 2018년 4월13일~9월4일 휴간, 2018년 9월5일 복간.
- 워싱턴DC: 워싱턴판, 일간 주6일 발행. 2001년 창간, 2018년 4월13일 휴간, 2018년 10월 복간.
- 샌프란시스코: 샌프란시스코판, 일간 주6일 발행.2018년 4월13일 휴간, 2018년 6월 주간지로 복간. 샌프란시스코 지사 (2021년 폐쇄)
- 애틀랜타: 애틀랜타판, 일간 주6일 발행. 독립적인 뉴스사이트를 운영중이다.
- 시애틀: 시애틀판, 2020년 코로나19 사태로 발행 중단.[8]
- 댈러스: 텍사스판. (일간 중단)
- 토론토: 터론토판. (일간 중단)
- 밴쿠버: 밴쿠버판. (일간 중단)

## 지역별 지사 및 자회사
- 로스엔젤레스 : 중앙일보USA와 합병(직영) (대표 남윤호, 편집국장 정구현)
- 인터넷서비스(Koreadaily.com) 운영 (직영) 자회사: 조인스아메리카 2018년 4월1일 폐쇄
- 애틀랜타: 애틀랜타 중앙일보 (직영) (대표 이종호), 2007년 5월29일 창간[9]
- 뉴욕: 뉴욕 지사 (대표 윤정신 편집국장 김종훈 ~ 박기수)
- 워싱턴DC: 워싱턴 지사(대표 김영천)
- 시카고: 시카고 지사 (대표 노재원)
- 샌프란시스코: 샌프란시스코 지사 (2021년 폐쇄)
- 댈러스: 댈러스 지사(2021년 폐쇄)
- 시애틀: 시애틀 지사(2020년 폐쇄)
- 밴쿠버: 밴쿠버 지사 (대표 김소영)
- 샌디에이고: 샌디에이고 지사(대표 정관묵)

## LA중앙일보
- 로스앤젤레스와 캘리포니아 남쪽을 관장하는 지사이다. 하지만 가장 규모가 커서 실제로는 모든 콘텐트를 미 전역에 공급하는 역할을 한다. 중앙일보 미주 지역 지사중 맏형격이다. 오렌지카운티 총국과 샌프란시스코 총국, 동부지국을 운영했다. 샌디에이고 지사는 프랜차이즈 지사다. 주소는 690 Wilshire Place Los Angeles California 90005이다. 대표 전화번호는 (213) 368-2500이다. 2018년 1월 동부지국을 폐쇄했다. 또한 4월 오렌지카운티 총국은 폐쇄했다. 샌프란시스코 총국은 폐쇄해 프랜차이즈 지사로 운영중이다.

2019년 11월30일 모회사와 합병해 중앙일보USA가 됐다.
- 편집국장

```
 역대 편집국장: 홍석인, 손태익

1996년
 ~ 
1997년
 박용필

1998년
 ~ 
1999년
 고계홍

2000년
 ~ 
2002년
 박용필
[
10
]

2003년
 ~ 
2004년
 고계홍
[
11
]

2005년
 ~ 
2008년
 김성찬
[
12
]

2009년
 ~ 
2010년
 이종훈
[
13
]

2011년
 ~ 
2012년
 양승현

2013년
 ~ 
2014년
 김성태

2015년
 ~ 
2016년
 이원영

2017년
 ~ 
2019년
 김완신

2019년
 ~ 
2020년
 이종호
[
14
]

2020년
 ~ 
2022년
 김동필
[
15
]

2022년
 ~ 
2024년
 정구현
[
16
]

2024년
 ~ 진성철
```

- 경영진

```
1990년
 ~ 
1998년
 사장 이영섭

1999년
 ~ 
2000년
 사장 김건진

2001년
 ~ 
2006년
 사장 박인택

2006년
 ~ 
2008년
 사장 봉원표

2009년
 ~ 
2010년
 사장 김용일 ~ 사장 고계홍 | 편집국장 이종훈

2011년
 ~ 
2012년
 사장 고계홍 | 편집국장 양승현 | 광고국장 이종훈

2013년
 ~ 
2014년
 사장 고계홍 | 편집국장 김성태 | 광고국장 양승현 | 사업국장 이종훈

2015년
 ~ 
2016년
 사장 임광호 | 상무이사 이종훈 | 편집국장 이원영 | 논설실장 김완신 | 광고국장 김미숙

2017년
 ~ 
2017년
 사장 임광호 | 상무이사 이종훈 | 편집국장 김완신 | 논설실장 이원영 | 광고국장 김미숙

2017년
 ~ 
2018년
 사장 박장희 | 상무이사 이종훈 | 편집국장 김완신 | 논설실장 이원영 | 광고국장 김미숙

2018년
 ~ 
2018년
 사장 박장희 | 편집국장 김완신 | 논설실장 이종호

2019년
 ~  사장 남윤호 | 편집국장 김완신 ~ 이종호 ~ 김동필 ~ 정구현 ~ 진성철 | 논설실장 이종호 ~ 김완신 ~ 김동필 ~정구현
```

- 2020년 코로나 시대 편집국 기자

```
편집국/ 국장 이종호 | 김상진 | 부소현| 장형준 | 원용석
논설실/ 실장 김완신 | 정구현
사회부/ 부장 백종인 | 장병희 | 장연화 | 장열 | 김형재 | 오수연 | 장수아 | 임상환
경제부/ 부장 안유회 | 김병일 | 류정일 | 박낙희 | 진성철 | 이승권 | 홍희정
디지털부/ 부장 최인성 | 봉화식
신문제작부/ 부장 김석하
```

## 같이 보기
- 애틀랜타 중앙일보 - 중앙일보 애틀랜타 뉴스사이트
- 미주 한국일보 - 미주한국일보 뉴스사이트
- 헤럴드경제 미주판 - 헤럴드경제 미주판 뉴스사이트
- 조선일보 LA - 조선일보 LA 뉴스사이트
- 조선일보 애틀랜타 - 조선일보 애틀랜타 뉴스사이트